# Johann Meixner (Bildhauer)
Johann Meixner (* 3. Jänner 1819 in Rothfloß (Červený Potok,  heute Ortsteil von Králíky) in Böhmen; † 23. August 1872 in Gleichenberg in der Steiermark) war ein österreichischer Bildhauer.

## Leben
Johann Meixner studierte ab 1841 an der Akademie der bildenden Künste in Wien, in den Jahren 1847/1848 und 1854/1855 in Rom. Im Jahre 1851 ehelichte er Eleonore Hartung, Tochter des Mediziners Christoph Hartung. Er war eines der Gründungsmitglieder des Wiener Künstlerhauses im Jahr 1861.

## Werk

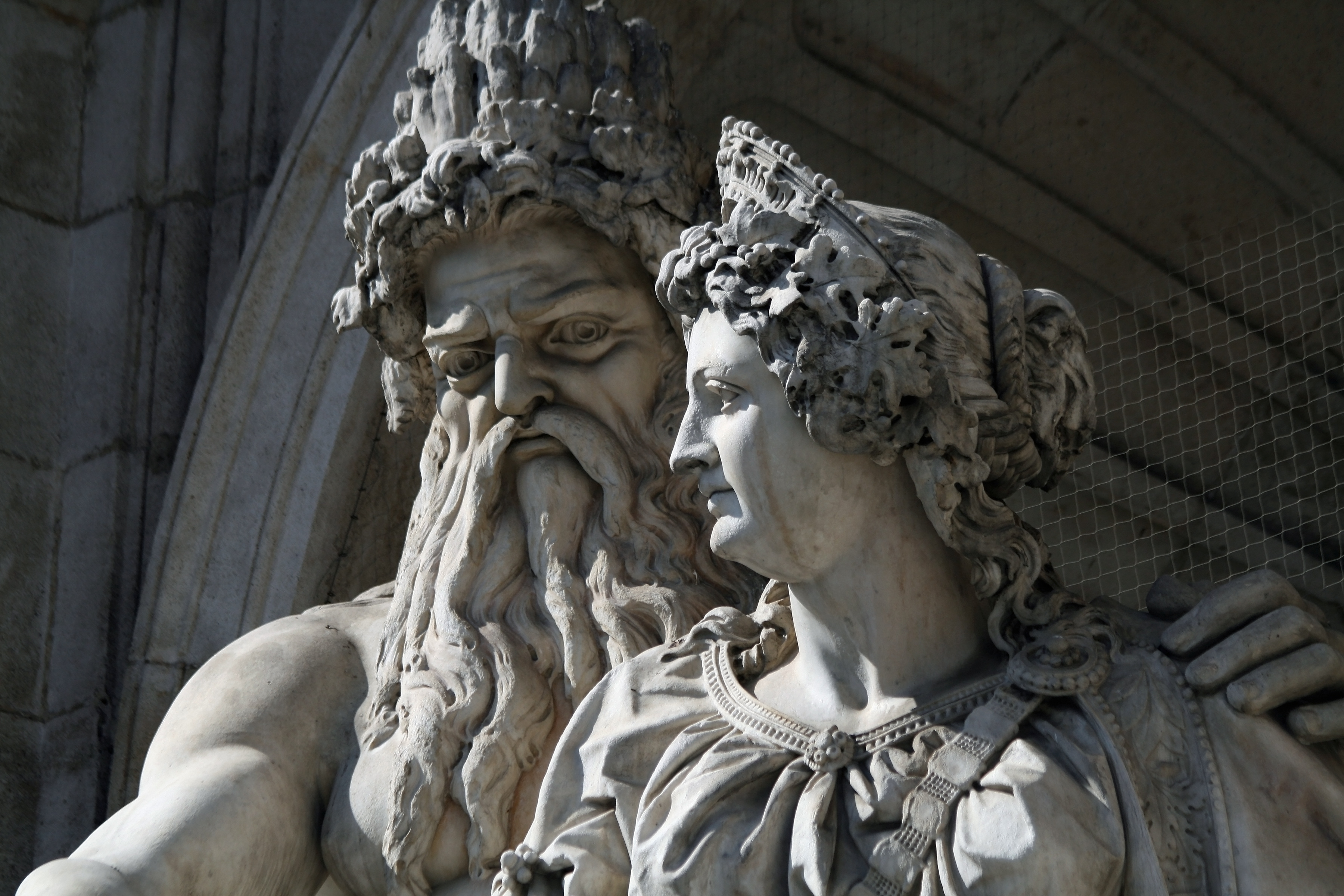
Detailansicht: Danubius und Vindobona

In seinen Werken ist der Übergang zwischen Spätklassizismus und Historismus nachzuvollziehen, wie er an zahlreichen Stellen an der Wiener Ringstraße zu finden ist. 1865 stellte er die lebensgroße Porträtstatue des Johann von Aldringen für die Feldherrenhalle des Heeresgeschichtlichen Museums her. Der Danubiusbrunnen am Wiener Albertinaplatz, die Statuen von Kaiser Maximilian, Kaiser von Mexiko, Feldmarschall Radetzky, des Komponisten Franz Liszt und des Dichters Friedrich Schiller in Wien stammen ebenfalls von der Hand Johann Meixners.